# Chereuta anthracistis
Chereuta anthracistis är en fjärilsart som beskrevs av Edward Meyrick 1906. Chereuta anthracistis ingår i släktet Chereuta och familjen plattmalar. Inga underarter finns listade i Catalogue of Life.